# Dorian Răilean
Dorian Răilean (Chișinău, 13 ottobre 1993) è un calciatore moldavo, portiere del Gloria Buzău e della nazionale moldava.

## Carriera

### Club
Ha giocato nella prima divisione moldava.

### Nazionale
Nel 2011 ha giocato 2 partite con la nazionale moldava Under-19; successivamente nel 2019 ha invece esordito con la nazionale maggiore.

## Statistiche

### Cronologia presenze e reti in nazionale
| Cronologia completa delle presenze e delle reti in nazionale ― Moldavia | Cronologia completa delle presenze e delle reti in nazionale ― Moldavia | Cronologia completa delle presenze e delle reti in nazionale ― Moldavia | Cronologia completa delle presenze e delle reti in nazionale ― Moldavia | Cronologia completa delle presenze e delle reti in nazionale ― Moldavia | Cronologia completa delle presenze e delle reti in nazionale ― Moldavia | Cronologia completa delle presenze e delle reti in nazionale ― Moldavia | Cronologia completa delle presenze e delle reti in nazionale ― Moldavia |
| Data                                                                    | Città                                                                   | In casa                                                                 | Risultato                                                               | Ospiti                                                                  | Competizione                                                            | Reti                                                                    | Note                                                                    |
| ----------------------------------------------------------------------- | ----------------------------------------------------------------------- | ----------------------------------------------------------------------- | ----------------------------------------------------------------------- | ----------------------------------------------------------------------- | ----------------------------------------------------------------------- | ----------------------------------------------------------------------- | ----------------------------------------------------------------------- |
| 21-2-2019                                                               | Adalia                                                                  | Kazakistan                                                              | 1 – 0                                                                   | Moldavia                                                                | Amichevole                                                              | -                                                                       | 88’                                                                     |
| 29-3-2022                                                               | Astana                                                                  | Kazakistan                                                              | 0 – 1 dts (5 – 4 dtr)                                                   | Moldavia                                                                | UEFA Nations League 2020-2021 - Play-out                                | -                                                                       |                                                                         |
| 3-6-2022                                                                | Vaduz                                                                   | Liechtenstein                                                           | 0 – 2                                                                   | Moldavia                                                                | UEFA Nations League 2022-2023 - 1º turno                                | -                                                                       |                                                                         |
| 6-6-2022                                                                | Andorra la Vella                                                        | Andorra                                                                 | 0 – 0                                                                   | Moldavia                                                                | UEFA Nations League 2022-2023 - 1º turno                                | -                                                                       |                                                                         |
| 10-6-2022                                                               | Chișinău                                                                | Moldavia                                                                | 2 – 4                                                                   | Lettonia                                                                | UEFA Nations League 2022-2023 - 1º turno                                | -4                                                                      |                                                                         |
| 14-6-2022                                                               | Chișinău                                                                | Moldavia                                                                | 2 – 1                                                                   | Andorra                                                                 | UEFA Nations League 2022-2023 - 1º turno                                | -1                                                                      |                                                                         |
| 24-3-2023                                                               | Chișinău                                                                | Moldavia                                                                | 1 – 1                                                                   | Fær Øer                                                                 | Qual. Euro 2024                                                         | -1                                                                      |                                                                         |
| 27-3-2023                                                               | Chișinău                                                                | Moldavia                                                                | 0 – 0                                                                   | Rep. Ceca                                                               | Qual. Euro 2024                                                         | -                                                                       |                                                                         |
| 17-6-2023                                                               | Tirana                                                                  | Albania                                                                 | 2 – 0                                                                   | Moldavia                                                                | Qual. Euro 2024                                                         | -2                                                                      |                                                                         |
| 20-6-2023                                                               | Chișinău                                                                | Moldavia                                                                | 3 – 2                                                                   | Polonia                                                                 | Qual. Euro 2024                                                         | -2                                                                      | 90’                                                                     |
| 7-9-2023                                                                | Linz                                                                    | Austria                                                                 | 1 – 1                                                                   | Moldavia                                                                | Amichevole                                                              | -1                                                                      |                                                                         |
| 10-9-2023                                                               | Tórshavn                                                                | Fær Øer                                                                 | 0 – 1                                                                   | Moldavia                                                                | Qual. Euro 2024                                                         | -                                                                       |                                                                         |
| 12-10-2023                                                              | Solna                                                                   | Svezia                                                                  | 3 – 1                                                                   | Moldavia                                                                | Amichevole                                                              | -3                                                                      |                                                                         |
| 15-10-2023                                                              | Varsavia                                                                | Polonia                                                                 | 1 – 1                                                                   | Moldavia                                                                | Qual. Euro 2024                                                         | -1                                                                      | 85’                                                                     |
| 17-11-2023                                                              | Chișinău                                                                | Moldavia                                                                | 1 – 1                                                                   | Albania                                                                 | Qual. Euro 2024                                                         | -1                                                                      |                                                                         |
| 20-11-2023                                                              | Olomouc                                                                 | Rep. Ceca                                                               | 3 – 0                                                                   | Moldavia                                                                | Qual. Euro 2024                                                         | -3                                                                      |                                                                         |
| 22-3-2024                                                               | Boztepe                                                                 | Macedonia del Nord                                                      | 1 – 1                                                                   | Moldavia                                                                | Amichevole                                                              | -1                                                                      |                                                                         |
| 11-6-2024                                                               | Chișinău                                                                | Moldavia                                                                | 0 – 4                                                                   | Ucraina                                                                 | Amichevole                                                              | -4                                                                      |                                                                         |
| Totale                                                                  |                                                                         | Presenze                                                                | 18                                                                      |                                                                         | Reti                                                                    | -24                                                                     |                                                                         |